# صبح جمعه با شما
صبح جمعه با شما نام برنامه‌ای رادیویی بود که در دهۀ ۱۳۵۰ (خورشیدی)، دهۀ ۱۳۶۰ (خورشیدی) و دهۀ ۱۳۷۰ (خورشیدی)، از رادیو ایران پخش می‌شد. این برنامه با تلاش گروهی از هنرمندان صداپیشه، مدت‌ها باب تفریح و خندۀ ایرانیان را در روز جمعه می‌گشود. برنامۀ جمعۀ ایرانی بعداً جایگزین صبح جمعه با شما شد و سپس برنامۀ رادیو جمعه جایگزین این برنامه شد. نهایتا اردیبهشت ۱۳۹۷ صبح جمعه با شما دوباره احیا شد.
محبوبیت و شهرت این برنامه برای تلاش‌های منوچهر نوذری است. او با اجرای نقش‌هایی چون «آقای مُلَوَّن» و «آقای دست و دلباز» مردم را به شادی و خنده وامی‌داشت. پایه‌گذاران این برنامه شاهرخ نادری، احمد شیشه‌گران، فرهنگ جولایی و صادق عبداللهی بودند.

## هنرمندان
- در این برنامه هنرمندان زیر نقش‌آفرینی می‌کردند:[۴]

- منوچهر نوذری
- عزت‌الله مقبلی
- حسین عرفانی
- شهلا ناظریان
- اصغر افضلی[۵][۶]
- رضا عبدی
- مهین برزویی
- شهروز ملک‌آرایی
- منوچهر آذری
- اکبر منانی
- منوچهر والی‌زاده
- بیوک میرزایی
- عباس محبی
- امیرحسین مدرس
- علیرضا جاویدنیا
- مینو غزنوی
- پرویز ربیعی
- پریچهر بهروان
- کنعان کیانی
- حسین امیرفضلی
- پرویز نارنجی‌ها
- فرهنگ مهرپرور
- مهین دیهیم
- محسن هرندی
- میثم عبدی
- مرتضی تبریزی

## عوامل
- تهیه کنندگی، سردبیری و کارگردانی: ساجد قدوسیان
- آهنگسازی و سرپرستی گروه موسیقی: مجتبی تیموری
- نویسندگی حمید پارسا
- بازیگردانی علیرضا جاویدنیا

## آغاز دوباره
این برنامه پس از مدت‌ها توقف پخش، در اردیبهشت ۱۳۹۷ با تهیه‌کنندگی ساجد قدوسیان، بازیگردانی علیرضا جاویدنیا و نویسندگی حمید پارسا زیر نظر گروه ورزش و تفریحات رادیو ایران به مدیریت حمیدرضا افتخاری دوباره آغاز به کار نمود و هر جمعه از رادیو ایران پخش می‌شود. از هنرمندانی که در سری تازه با این برنامه همکاری کرده و می‌کنند می‌توان به عباس محبی، اصغر سمسارزاده، صادق عبداللهی، مرتضی تبریزی، فرانک رفیعی طاری، شوکت حجت، بیوک میرزایی، داوود منفرد، مرحوم حسین محب‌اهری، مهین برزویی، نسرین نخبه زارع، زهره کدخدا زاده، مهدی صباغی، نسیم رفیعی، الهام حاجی نژاد ، حمیدرضا اللهیاری و آرش راسخ اشاره‌نمود.